# Матч за звание чемпиона мира по шахматам 1908

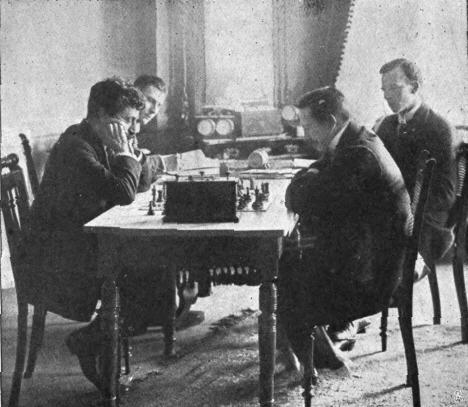
Одна из партий матча

Матч на первенство мира по шахматам между Эмануилом Ласкером и Зигбертом Таррашем проходил с 17 августа по 30 сентября 1908 года в Дюссельдорфе и Мюнхене (Германия).
Матч игрался до 8 побед. Ласкер одержал победу со счётом 8:3 при 5 ничьих и сохранил звание чемпиона мира.
14-я партия матча, продлившаяся 119 ходов, оставалась рекордной по длительности для матчей на первенство мира до 5-й партии матча 1978 года Карпов — Корчной, продлившейся 124 хода. Затем и этот рекорд был превзойдён в декабре 2021 года, когда Магнус Карлсен и Ян Непомнящий сыграли 136 ходов в шестой партии своего матча.

## Таблица матча
| № | Участники      | 1 | 2 | 3 | 4 | 5 | 6 | 7 | 8 | 9 | 10 | 11 | 12 | 13 | 14 | 15 | 16 | Очки |
| - | -------------- | - | - | - | - | - | - | - | - | - | -- | -- | -- | -- | -- | -- | -- | ---- |
| 1 | Эмануил Ласкер | 1 | 1 | 0 | 1 | 1 | ½ | 1 | ½ | ½ | 0  | 1  | 0  | 1  | ½  | ½  | 1  | 10½  |
| 2 | Зигберт Тарраш | 0 | 0 | 1 | 0 | 0 | ½ | 0 | ½ | ½ | 1  | 0  | 1  | 0  | ½  | ½  | 0  | 5½   |

## Примечательные партии

### Тарраш — Ласкер
|   | a | b | c | d | e | f | g | h |   |
| - | --- | --- | --- | --- | --- | --- | --- | --- | - |
| 8 | d8 белый ферзь · e7 чёрная ладья · g7 чёрный король · h7 чёрная пешка · e6 чёрная ладья · a4 белая пешка · d4 чёрная пешка · f4 чёрная пешка · b3 белая пешка · e3 чёрный слон · c2 белая пешка · e2 белая ладья · g2 белая пешка · a1 белая ладья · d1 белый король · e1 белый конь · g1 чёрный ферзь | d8 белый ферзь · e7 чёрная ладья · g7 чёрный король · h7 чёрная пешка · e6 чёрная ладья · a4 белая пешка · d4 чёрная пешка · f4 чёрная пешка · b3 белая пешка · e3 чёрный слон · c2 белая пешка · e2 белая ладья · g2 белая пешка · a1 белая ладья · d1 белый король · e1 белый конь · g1 чёрный ферзь | d8 белый ферзь · e7 чёрная ладья · g7 чёрный король · h7 чёрная пешка · e6 чёрная ладья · a4 белая пешка · d4 чёрная пешка · f4 чёрная пешка · b3 белая пешка · e3 чёрный слон · c2 белая пешка · e2 белая ладья · g2 белая пешка · a1 белая ладья · d1 белый король · e1 белый конь · g1 чёрный ферзь | d8 белый ферзь · e7 чёрная ладья · g7 чёрный король · h7 чёрная пешка · e6 чёрная ладья · a4 белая пешка · d4 чёрная пешка · f4 чёрная пешка · b3 белая пешка · e3 чёрный слон · c2 белая пешка · e2 белая ладья · g2 белая пешка · a1 белая ладья · d1 белый король · e1 белый конь · g1 чёрный ферзь | d8 белый ферзь · e7 чёрная ладья · g7 чёрный король · h7 чёрная пешка · e6 чёрная ладья · a4 белая пешка · d4 чёрная пешка · f4 чёрная пешка · b3 белая пешка · e3 чёрный слон · c2 белая пешка · e2 белая ладья · g2 белая пешка · a1 белая ладья · d1 белый король · e1 белый конь · g1 чёрный ферзь | d8 белый ферзь · e7 чёрная ладья · g7 чёрный король · h7 чёрная пешка · e6 чёрная ладья · a4 белая пешка · d4 чёрная пешка · f4 чёрная пешка · b3 белая пешка · e3 чёрный слон · c2 белая пешка · e2 белая ладья · g2 белая пешка · a1 белая ладья · d1 белый король · e1 белый конь · g1 чёрный ферзь | d8 белый ферзь · e7 чёрная ладья · g7 чёрный король · h7 чёрная пешка · e6 чёрная ладья · a4 белая пешка · d4 чёрная пешка · f4 чёрная пешка · b3 белая пешка · e3 чёрный слон · c2 белая пешка · e2 белая ладья · g2 белая пешка · a1 белая ладья · d1 белый король · e1 белый конь · g1 чёрный ферзь | d8 белый ферзь · e7 чёрная ладья · g7 чёрный король · h7 чёрная пешка · e6 чёрная ладья · a4 белая пешка · d4 чёрная пешка · f4 чёрная пешка · b3 белая пешка · e3 чёрный слон · c2 белая пешка · e2 белая ладья · g2 белая пешка · a1 белая ладья · d1 белый король · e1 белый конь · g1 чёрный ферзь | 8 |
| 7 | d8 белый ферзь · e7 чёрная ладья · g7 чёрный король · h7 чёрная пешка · e6 чёрная ладья · a4 белая пешка · d4 чёрная пешка · f4 чёрная пешка · b3 белая пешка · e3 чёрный слон · c2 белая пешка · e2 белая ладья · g2 белая пешка · a1 белая ладья · d1 белый король · e1 белый конь · g1 чёрный ферзь | d8 белый ферзь · e7 чёрная ладья · g7 чёрный король · h7 чёрная пешка · e6 чёрная ладья · a4 белая пешка · d4 чёрная пешка · f4 чёрная пешка · b3 белая пешка · e3 чёрный слон · c2 белая пешка · e2 белая ладья · g2 белая пешка · a1 белая ладья · d1 белый король · e1 белый конь · g1 чёрный ферзь | d8 белый ферзь · e7 чёрная ладья · g7 чёрный король · h7 чёрная пешка · e6 чёрная ладья · a4 белая пешка · d4 чёрная пешка · f4 чёрная пешка · b3 белая пешка · e3 чёрный слон · c2 белая пешка · e2 белая ладья · g2 белая пешка · a1 белая ладья · d1 белый король · e1 белый конь · g1 чёрный ферзь | d8 белый ферзь · e7 чёрная ладья · g7 чёрный король · h7 чёрная пешка · e6 чёрная ладья · a4 белая пешка · d4 чёрная пешка · f4 чёрная пешка · b3 белая пешка · e3 чёрный слон · c2 белая пешка · e2 белая ладья · g2 белая пешка · a1 белая ладья · d1 белый король · e1 белый конь · g1 чёрный ферзь | d8 белый ферзь · e7 чёрная ладья · g7 чёрный король · h7 чёрная пешка · e6 чёрная ладья · a4 белая пешка · d4 чёрная пешка · f4 чёрная пешка · b3 белая пешка · e3 чёрный слон · c2 белая пешка · e2 белая ладья · g2 белая пешка · a1 белая ладья · d1 белый король · e1 белый конь · g1 чёрный ферзь | d8 белый ферзь · e7 чёрная ладья · g7 чёрный король · h7 чёрная пешка · e6 чёрная ладья · a4 белая пешка · d4 чёрная пешка · f4 чёрная пешка · b3 белая пешка · e3 чёрный слон · c2 белая пешка · e2 белая ладья · g2 белая пешка · a1 белая ладья · d1 белый король · e1 белый конь · g1 чёрный ферзь | d8 белый ферзь · e7 чёрная ладья · g7 чёрный король · h7 чёрная пешка · e6 чёрная ладья · a4 белая пешка · d4 чёрная пешка · f4 чёрная пешка · b3 белая пешка · e3 чёрный слон · c2 белая пешка · e2 белая ладья · g2 белая пешка · a1 белая ладья · d1 белый король · e1 белый конь · g1 чёрный ферзь | d8 белый ферзь · e7 чёрная ладья · g7 чёрный король · h7 чёрная пешка · e6 чёрная ладья · a4 белая пешка · d4 чёрная пешка · f4 чёрная пешка · b3 белая пешка · e3 чёрный слон · c2 белая пешка · e2 белая ладья · g2 белая пешка · a1 белая ладья · d1 белый король · e1 белый конь · g1 чёрный ферзь | 7 |
| 6 | d8 белый ферзь · e7 чёрная ладья · g7 чёрный король · h7 чёрная пешка · e6 чёрная ладья · a4 белая пешка · d4 чёрная пешка · f4 чёрная пешка · b3 белая пешка · e3 чёрный слон · c2 белая пешка · e2 белая ладья · g2 белая пешка · a1 белая ладья · d1 белый король · e1 белый конь · g1 чёрный ферзь | d8 белый ферзь · e7 чёрная ладья · g7 чёрный король · h7 чёрная пешка · e6 чёрная ладья · a4 белая пешка · d4 чёрная пешка · f4 чёрная пешка · b3 белая пешка · e3 чёрный слон · c2 белая пешка · e2 белая ладья · g2 белая пешка · a1 белая ладья · d1 белый король · e1 белый конь · g1 чёрный ферзь | d8 белый ферзь · e7 чёрная ладья · g7 чёрный король · h7 чёрная пешка · e6 чёрная ладья · a4 белая пешка · d4 чёрная пешка · f4 чёрная пешка · b3 белая пешка · e3 чёрный слон · c2 белая пешка · e2 белая ладья · g2 белая пешка · a1 белая ладья · d1 белый король · e1 белый конь · g1 чёрный ферзь | d8 белый ферзь · e7 чёрная ладья · g7 чёрный король · h7 чёрная пешка · e6 чёрная ладья · a4 белая пешка · d4 чёрная пешка · f4 чёрная пешка · b3 белая пешка · e3 чёрный слон · c2 белая пешка · e2 белая ладья · g2 белая пешка · a1 белая ладья · d1 белый король · e1 белый конь · g1 чёрный ферзь | d8 белый ферзь · e7 чёрная ладья · g7 чёрный король · h7 чёрная пешка · e6 чёрная ладья · a4 белая пешка · d4 чёрная пешка · f4 чёрная пешка · b3 белая пешка · e3 чёрный слон · c2 белая пешка · e2 белая ладья · g2 белая пешка · a1 белая ладья · d1 белый король · e1 белый конь · g1 чёрный ферзь | d8 белый ферзь · e7 чёрная ладья · g7 чёрный король · h7 чёрная пешка · e6 чёрная ладья · a4 белая пешка · d4 чёрная пешка · f4 чёрная пешка · b3 белая пешка · e3 чёрный слон · c2 белая пешка · e2 белая ладья · g2 белая пешка · a1 белая ладья · d1 белый король · e1 белый конь · g1 чёрный ферзь | d8 белый ферзь · e7 чёрная ладья · g7 чёрный король · h7 чёрная пешка · e6 чёрная ладья · a4 белая пешка · d4 чёрная пешка · f4 чёрная пешка · b3 белая пешка · e3 чёрный слон · c2 белая пешка · e2 белая ладья · g2 белая пешка · a1 белая ладья · d1 белый король · e1 белый конь · g1 чёрный ферзь | d8 белый ферзь · e7 чёрная ладья · g7 чёрный король · h7 чёрная пешка · e6 чёрная ладья · a4 белая пешка · d4 чёрная пешка · f4 чёрная пешка · b3 белая пешка · e3 чёрный слон · c2 белая пешка · e2 белая ладья · g2 белая пешка · a1 белая ладья · d1 белый король · e1 белый конь · g1 чёрный ферзь | 6 |
| 5 | d8 белый ферзь · e7 чёрная ладья · g7 чёрный король · h7 чёрная пешка · e6 чёрная ладья · a4 белая пешка · d4 чёрная пешка · f4 чёрная пешка · b3 белая пешка · e3 чёрный слон · c2 белая пешка · e2 белая ладья · g2 белая пешка · a1 белая ладья · d1 белый король · e1 белый конь · g1 чёрный ферзь | d8 белый ферзь · e7 чёрная ладья · g7 чёрный король · h7 чёрная пешка · e6 чёрная ладья · a4 белая пешка · d4 чёрная пешка · f4 чёрная пешка · b3 белая пешка · e3 чёрный слон · c2 белая пешка · e2 белая ладья · g2 белая пешка · a1 белая ладья · d1 белый король · e1 белый конь · g1 чёрный ферзь | d8 белый ферзь · e7 чёрная ладья · g7 чёрный король · h7 чёрная пешка · e6 чёрная ладья · a4 белая пешка · d4 чёрная пешка · f4 чёрная пешка · b3 белая пешка · e3 чёрный слон · c2 белая пешка · e2 белая ладья · g2 белая пешка · a1 белая ладья · d1 белый король · e1 белый конь · g1 чёрный ферзь | d8 белый ферзь · e7 чёрная ладья · g7 чёрный король · h7 чёрная пешка · e6 чёрная ладья · a4 белая пешка · d4 чёрная пешка · f4 чёрная пешка · b3 белая пешка · e3 чёрный слон · c2 белая пешка · e2 белая ладья · g2 белая пешка · a1 белая ладья · d1 белый король · e1 белый конь · g1 чёрный ферзь | d8 белый ферзь · e7 чёрная ладья · g7 чёрный король · h7 чёрная пешка · e6 чёрная ладья · a4 белая пешка · d4 чёрная пешка · f4 чёрная пешка · b3 белая пешка · e3 чёрный слон · c2 белая пешка · e2 белая ладья · g2 белая пешка · a1 белая ладья · d1 белый король · e1 белый конь · g1 чёрный ферзь | d8 белый ферзь · e7 чёрная ладья · g7 чёрный король · h7 чёрная пешка · e6 чёрная ладья · a4 белая пешка · d4 чёрная пешка · f4 чёрная пешка · b3 белая пешка · e3 чёрный слон · c2 белая пешка · e2 белая ладья · g2 белая пешка · a1 белая ладья · d1 белый король · e1 белый конь · g1 чёрный ферзь | d8 белый ферзь · e7 чёрная ладья · g7 чёрный король · h7 чёрная пешка · e6 чёрная ладья · a4 белая пешка · d4 чёрная пешка · f4 чёрная пешка · b3 белая пешка · e3 чёрный слон · c2 белая пешка · e2 белая ладья · g2 белая пешка · a1 белая ладья · d1 белый король · e1 белый конь · g1 чёрный ферзь | d8 белый ферзь · e7 чёрная ладья · g7 чёрный король · h7 чёрная пешка · e6 чёрная ладья · a4 белая пешка · d4 чёрная пешка · f4 чёрная пешка · b3 белая пешка · e3 чёрный слон · c2 белая пешка · e2 белая ладья · g2 белая пешка · a1 белая ладья · d1 белый король · e1 белый конь · g1 чёрный ферзь | 5 |
| 4 | d8 белый ферзь · e7 чёрная ладья · g7 чёрный король · h7 чёрная пешка · e6 чёрная ладья · a4 белая пешка · d4 чёрная пешка · f4 чёрная пешка · b3 белая пешка · e3 чёрный слон · c2 белая пешка · e2 белая ладья · g2 белая пешка · a1 белая ладья · d1 белый король · e1 белый конь · g1 чёрный ферзь | d8 белый ферзь · e7 чёрная ладья · g7 чёрный король · h7 чёрная пешка · e6 чёрная ладья · a4 белая пешка · d4 чёрная пешка · f4 чёрная пешка · b3 белая пешка · e3 чёрный слон · c2 белая пешка · e2 белая ладья · g2 белая пешка · a1 белая ладья · d1 белый король · e1 белый конь · g1 чёрный ферзь | d8 белый ферзь · e7 чёрная ладья · g7 чёрный король · h7 чёрная пешка · e6 чёрная ладья · a4 белая пешка · d4 чёрная пешка · f4 чёрная пешка · b3 белая пешка · e3 чёрный слон · c2 белая пешка · e2 белая ладья · g2 белая пешка · a1 белая ладья · d1 белый король · e1 белый конь · g1 чёрный ферзь | d8 белый ферзь · e7 чёрная ладья · g7 чёрный король · h7 чёрная пешка · e6 чёрная ладья · a4 белая пешка · d4 чёрная пешка · f4 чёрная пешка · b3 белая пешка · e3 чёрный слон · c2 белая пешка · e2 белая ладья · g2 белая пешка · a1 белая ладья · d1 белый король · e1 белый конь · g1 чёрный ферзь | d8 белый ферзь · e7 чёрная ладья · g7 чёрный король · h7 чёрная пешка · e6 чёрная ладья · a4 белая пешка · d4 чёрная пешка · f4 чёрная пешка · b3 белая пешка · e3 чёрный слон · c2 белая пешка · e2 белая ладья · g2 белая пешка · a1 белая ладья · d1 белый король · e1 белый конь · g1 чёрный ферзь | d8 белый ферзь · e7 чёрная ладья · g7 чёрный король · h7 чёрная пешка · e6 чёрная ладья · a4 белая пешка · d4 чёрная пешка · f4 чёрная пешка · b3 белая пешка · e3 чёрный слон · c2 белая пешка · e2 белая ладья · g2 белая пешка · a1 белая ладья · d1 белый король · e1 белый конь · g1 чёрный ферзь | d8 белый ферзь · e7 чёрная ладья · g7 чёрный король · h7 чёрная пешка · e6 чёрная ладья · a4 белая пешка · d4 чёрная пешка · f4 чёрная пешка · b3 белая пешка · e3 чёрный слон · c2 белая пешка · e2 белая ладья · g2 белая пешка · a1 белая ладья · d1 белый король · e1 белый конь · g1 чёрный ферзь | d8 белый ферзь · e7 чёрная ладья · g7 чёрный король · h7 чёрная пешка · e6 чёрная ладья · a4 белая пешка · d4 чёрная пешка · f4 чёрная пешка · b3 белая пешка · e3 чёрный слон · c2 белая пешка · e2 белая ладья · g2 белая пешка · a1 белая ладья · d1 белый король · e1 белый конь · g1 чёрный ферзь | 4 |
| 3 | d8 белый ферзь · e7 чёрная ладья · g7 чёрный король · h7 чёрная пешка · e6 чёрная ладья · a4 белая пешка · d4 чёрная пешка · f4 чёрная пешка · b3 белая пешка · e3 чёрный слон · c2 белая пешка · e2 белая ладья · g2 белая пешка · a1 белая ладья · d1 белый король · e1 белый конь · g1 чёрный ферзь | d8 белый ферзь · e7 чёрная ладья · g7 чёрный король · h7 чёрная пешка · e6 чёрная ладья · a4 белая пешка · d4 чёрная пешка · f4 чёрная пешка · b3 белая пешка · e3 чёрный слон · c2 белая пешка · e2 белая ладья · g2 белая пешка · a1 белая ладья · d1 белый король · e1 белый конь · g1 чёрный ферзь | d8 белый ферзь · e7 чёрная ладья · g7 чёрный король · h7 чёрная пешка · e6 чёрная ладья · a4 белая пешка · d4 чёрная пешка · f4 чёрная пешка · b3 белая пешка · e3 чёрный слон · c2 белая пешка · e2 белая ладья · g2 белая пешка · a1 белая ладья · d1 белый король · e1 белый конь · g1 чёрный ферзь | d8 белый ферзь · e7 чёрная ладья · g7 чёрный король · h7 чёрная пешка · e6 чёрная ладья · a4 белая пешка · d4 чёрная пешка · f4 чёрная пешка · b3 белая пешка · e3 чёрный слон · c2 белая пешка · e2 белая ладья · g2 белая пешка · a1 белая ладья · d1 белый король · e1 белый конь · g1 чёрный ферзь | d8 белый ферзь · e7 чёрная ладья · g7 чёрный король · h7 чёрная пешка · e6 чёрная ладья · a4 белая пешка · d4 чёрная пешка · f4 чёрная пешка · b3 белая пешка · e3 чёрный слон · c2 белая пешка · e2 белая ладья · g2 белая пешка · a1 белая ладья · d1 белый король · e1 белый конь · g1 чёрный ферзь | d8 белый ферзь · e7 чёрная ладья · g7 чёрный король · h7 чёрная пешка · e6 чёрная ладья · a4 белая пешка · d4 чёрная пешка · f4 чёрная пешка · b3 белая пешка · e3 чёрный слон · c2 белая пешка · e2 белая ладья · g2 белая пешка · a1 белая ладья · d1 белый король · e1 белый конь · g1 чёрный ферзь | d8 белый ферзь · e7 чёрная ладья · g7 чёрный король · h7 чёрная пешка · e6 чёрная ладья · a4 белая пешка · d4 чёрная пешка · f4 чёрная пешка · b3 белая пешка · e3 чёрный слон · c2 белая пешка · e2 белая ладья · g2 белая пешка · a1 белая ладья · d1 белый король · e1 белый конь · g1 чёрный ферзь | d8 белый ферзь · e7 чёрная ладья · g7 чёрный король · h7 чёрная пешка · e6 чёрная ладья · a4 белая пешка · d4 чёрная пешка · f4 чёрная пешка · b3 белая пешка · e3 чёрный слон · c2 белая пешка · e2 белая ладья · g2 белая пешка · a1 белая ладья · d1 белый король · e1 белый конь · g1 чёрный ферзь | 3 |
| 2 | d8 белый ферзь · e7 чёрная ладья · g7 чёрный король · h7 чёрная пешка · e6 чёрная ладья · a4 белая пешка · d4 чёрная пешка · f4 чёрная пешка · b3 белая пешка · e3 чёрный слон · c2 белая пешка · e2 белая ладья · g2 белая пешка · a1 белая ладья · d1 белый король · e1 белый конь · g1 чёрный ферзь | d8 белый ферзь · e7 чёрная ладья · g7 чёрный король · h7 чёрная пешка · e6 чёрная ладья · a4 белая пешка · d4 чёрная пешка · f4 чёрная пешка · b3 белая пешка · e3 чёрный слон · c2 белая пешка · e2 белая ладья · g2 белая пешка · a1 белая ладья · d1 белый король · e1 белый конь · g1 чёрный ферзь | d8 белый ферзь · e7 чёрная ладья · g7 чёрный король · h7 чёрная пешка · e6 чёрная ладья · a4 белая пешка · d4 чёрная пешка · f4 чёрная пешка · b3 белая пешка · e3 чёрный слон · c2 белая пешка · e2 белая ладья · g2 белая пешка · a1 белая ладья · d1 белый король · e1 белый конь · g1 чёрный ферзь | d8 белый ферзь · e7 чёрная ладья · g7 чёрный король · h7 чёрная пешка · e6 чёрная ладья · a4 белая пешка · d4 чёрная пешка · f4 чёрная пешка · b3 белая пешка · e3 чёрный слон · c2 белая пешка · e2 белая ладья · g2 белая пешка · a1 белая ладья · d1 белый король · e1 белый конь · g1 чёрный ферзь | d8 белый ферзь · e7 чёрная ладья · g7 чёрный король · h7 чёрная пешка · e6 чёрная ладья · a4 белая пешка · d4 чёрная пешка · f4 чёрная пешка · b3 белая пешка · e3 чёрный слон · c2 белая пешка · e2 белая ладья · g2 белая пешка · a1 белая ладья · d1 белый король · e1 белый конь · g1 чёрный ферзь | d8 белый ферзь · e7 чёрная ладья · g7 чёрный король · h7 чёрная пешка · e6 чёрная ладья · a4 белая пешка · d4 чёрная пешка · f4 чёрная пешка · b3 белая пешка · e3 чёрный слон · c2 белая пешка · e2 белая ладья · g2 белая пешка · a1 белая ладья · d1 белый король · e1 белый конь · g1 чёрный ферзь | d8 белый ферзь · e7 чёрная ладья · g7 чёрный король · h7 чёрная пешка · e6 чёрная ладья · a4 белая пешка · d4 чёрная пешка · f4 чёрная пешка · b3 белая пешка · e3 чёрный слон · c2 белая пешка · e2 белая ладья · g2 белая пешка · a1 белая ладья · d1 белый король · e1 белый конь · g1 чёрный ферзь | d8 белый ферзь · e7 чёрная ладья · g7 чёрный король · h7 чёрная пешка · e6 чёрная ладья · a4 белая пешка · d4 чёрная пешка · f4 чёрная пешка · b3 белая пешка · e3 чёрный слон · c2 белая пешка · e2 белая ладья · g2 белая пешка · a1 белая ладья · d1 белый король · e1 белый конь · g1 чёрный ферзь | 2 |
| 1 | d8 белый ферзь · e7 чёрная ладья · g7 чёрный король · h7 чёрная пешка · e6 чёрная ладья · a4 белая пешка · d4 чёрная пешка · f4 чёрная пешка · b3 белая пешка · e3 чёрный слон · c2 белая пешка · e2 белая ладья · g2 белая пешка · a1 белая ладья · d1 белый король · e1 белый конь · g1 чёрный ферзь | d8 белый ферзь · e7 чёрная ладья · g7 чёрный король · h7 чёрная пешка · e6 чёрная ладья · a4 белая пешка · d4 чёрная пешка · f4 чёрная пешка · b3 белая пешка · e3 чёрный слон · c2 белая пешка · e2 белая ладья · g2 белая пешка · a1 белая ладья · d1 белый король · e1 белый конь · g1 чёрный ферзь | d8 белый ферзь · e7 чёрная ладья · g7 чёрный король · h7 чёрная пешка · e6 чёрная ладья · a4 белая пешка · d4 чёрная пешка · f4 чёрная пешка · b3 белая пешка · e3 чёрный слон · c2 белая пешка · e2 белая ладья · g2 белая пешка · a1 белая ладья · d1 белый король · e1 белый конь · g1 чёрный ферзь | d8 белый ферзь · e7 чёрная ладья · g7 чёрный король · h7 чёрная пешка · e6 чёрная ладья · a4 белая пешка · d4 чёрная пешка · f4 чёрная пешка · b3 белая пешка · e3 чёрный слон · c2 белая пешка · e2 белая ладья · g2 белая пешка · a1 белая ладья · d1 белый король · e1 белый конь · g1 чёрный ферзь | d8 белый ферзь · e7 чёрная ладья · g7 чёрный король · h7 чёрная пешка · e6 чёрная ладья · a4 белая пешка · d4 чёрная пешка · f4 чёрная пешка · b3 белая пешка · e3 чёрный слон · c2 белая пешка · e2 белая ладья · g2 белая пешка · a1 белая ладья · d1 белый король · e1 белый конь · g1 чёрный ферзь | d8 белый ферзь · e7 чёрная ладья · g7 чёрный король · h7 чёрная пешка · e6 чёрная ладья · a4 белая пешка · d4 чёрная пешка · f4 чёрная пешка · b3 белая пешка · e3 чёрный слон · c2 белая пешка · e2 белая ладья · g2 белая пешка · a1 белая ладья · d1 белый король · e1 белый конь · g1 чёрный ферзь | d8 белый ферзь · e7 чёрная ладья · g7 чёрный король · h7 чёрная пешка · e6 чёрная ладья · a4 белая пешка · d4 чёрная пешка · f4 чёрная пешка · b3 белая пешка · e3 чёрный слон · c2 белая пешка · e2 белая ладья · g2 белая пешка · a1 белая ладья · d1 белый король · e1 белый конь · g1 чёрный ферзь | d8 белый ферзь · e7 чёрная ладья · g7 чёрный король · h7 чёрная пешка · e6 чёрная ладья · a4 белая пешка · d4 чёрная пешка · f4 чёрная пешка · b3 белая пешка · e3 чёрный слон · c2 белая пешка · e2 белая ладья · g2 белая пешка · a1 белая ладья · d1 белый король · e1 белый конь · g1 чёрный ферзь | 1 |
|   | a | b | c | d | e | f | g | h |   |

1. e4 e5 2. Кf3 Кc6 3. Сb5 Кf6 4. O-O d6 5. d4 Сd7 6. Кc3 Сe7 7. Лe1 ed 8. К:d4 O-O 9. К:c6 С:c6 10. С:c6 bc 11. Кe2 Фd7 12. Кg3 Лfe8 13. b3 Лad8 14. Сb2 Кg4 (этот странный отскок коня, выглядящий как грубый тактический просмотр, часто комментируется в шахматной литературе как пример психологического подхода Ласкера) 15. С:g7 К:f2 16. Кр:f2 Кр:g7 17. Кf5+ Крh8 18. Фd4+ f6 19. Ф:a7 Сf8 20. Фd4 Лe5 21. Лad1 Лde8 22. Фc3 Фf7 23. Кg3 Сh6 24. Фf3 d5 25. ed Сe3+ 26. Крf1 cd 27. Лd3 Фe6 28. Лe2 f5 29. Лd1 f4 30. Кh1 d4 31. Кf2 Фa6 32. Кd3 Лg5 33. Лa1 Фh6 34. Крe1 Ф:h2 35. Крd1 Фg1+ 36. Кe1 Лge5 37. Фc6 Л5e6 38. Ф:c7 Л8e7 39. Фd8+ Крg7 40. a4 (см. диаграмму)
40 …f3! 41. gf Сg5!, 0 : 1